# Гликерий (Тэнасе)
Митрополит Глике́рий (рум. Glicherie, в миру Гео́рге Тэна́се, рум. Gheorghe Tănase; 21 февраля [4 марта] 1892, Миховени, Сучава — 28 июня 1985, Слэтьоарский монастырь, Сучава) — основатель и второй предстоятель неканонической Православной старостильной церкви Румынии (1959—1985).

## Биография
Родился 21 февраля (4 марта) 1892 года в селе Миховени, в бедной крестьянской семье Николая и Рахилы Тэнасе. При крещении младенца нарекли в честь великомученика Георгия Победоносца.
Рано остался сиротой, потеряв сначала отца, затем мать, после чего и был взят в дом деда Илариона Тэнасе, который с детства приучал внука к неизменному соблюдению постов и неотступному посещению богослужений.
С детских лет Георгий хотел стать монахом и в 1916 году, в возрасте 25 лет, поступил в Четэцуйский монастырь в Яссах. Спустя некоторое время игумен постриг его в монашество с именем Гликерий. Вскоре он был рукоположен во иеромонаха и направлен настоятелем в небольшой скит Прокров, принадлежащий Нямецкой Лавре.
В помощь новому скитоначальнику из монастыря прислали иеродиакона Давида (Бидашку) (рум. David Bidașcu), с которым Гликерия связала дружба.
1/14 октября 1924 года Румынская православная церковь официально перешла на новоюлианский календарь, но иеромонах Гликерий, иеродиакон Давид и двенадцать насельников скита Прокров отказались подчиниться решению Священного синода Румынской церкви и продолжали служить по старому календарю. Вскоре до труднодоступного горного скита дошла одна из листовок, распространяемых иеромонахом Арсением (Котей) (рум. Arsenie Cotea), в которой последний призывал всех румынских православных сопротивляться новостильной реформе, якобы являющейся капитуляцией перед католицизмом.
Настоятель Нямецкого монастыря епископ Никодим (Мунтяну), пригласил к себе иеромонаха Гликерия. Епископ Никодим уговаривал его не противиться Матери-Церкви и принять календарную реформу, обещая вознаградить за послушание назначением на настоятельство в скит Вовидение. После обсуждения с насельниками Прокрова, данное предложение было отвергнуто, а иеромонах Гликерий и иеродиакон Давид, в ноябре 1925 года удалились в пустынное место у оврага Корои. Там они устроили себе землянку, где проводили суровую жизнь в иноческих подвигах. Весной 1926 года они построили хижину с тремя комнатами, одна из которых использовалась как часовня.
Через некоторое время к Гликерию присоединились иеромонах Памва и два его брата-монаха, изгнанные из монастыря Сихэстрия за то, что не приняли новый стиль. Они устроили себе келии неподалеку от землянки Гликерия, и так образовался лесной скит.
По истечении двухлетней изоляции от внешнего мира иеромонах Гликерий и иеродиакон Давид в 1927 году отправились на Афон, где проживали в течение года и были пострижены великую схиму. Вернувшись в 1928 году в Румынию, они возвратились к своему уединению у оврага Корои, а в скором времени обрели первых последователей среди мирян, первыми среди которых стали два пастуха из соседнего села Вынэторь Нямец. Один из этих крестьян устроил в своём доме часовню, куда тайно приходил иеромонах Гликерий и служил литургию.
В 1929 году иеромонах Гликерий и иеродиакон Давид были арестованы и преданы суду по обвинению в несанкционированном совершении богослужений и пропаганде раскола. Однако суд вынес старокалендаристам оправдательный приговор с условием их переселения в другое место. Вся последующая жизнь непокорных монахов представляла собой непрекращающуюся цепь скитаний, бегства от полиции, арестов и допросов, воспринимаемых ими как страдания за истину.
В 1930 году иеромонах Гликерий развернул активную деятельность по строительству старостильных храмов. На средства уже сформировавшихся старостильных приходских общин в 1931—1932 годы были построены храмы в деревнях Рэдэшень (жудец Сучава), Брустури, Уречень (жудец Нямц), Рыска, Богдэнешть, Дрэгушэнь (жудец Сучава) и в деревне Балш (жудец Яссы). Интенсивность возведения храмов нарастала с каждым годом.
Это привело к тому, что в 1936 году последователи старостильного движения располагали почти четырьмя десятками церквей, находившихся, по преимуществу, в районе Молдавии. В 1935 году к Гликерию присоединились афонские иеромонахи Зосима, Варух и Гимнасий, потребность в новых священнослужителей оставалась достаточно острой. С целью обретения епископского посвящения иеромонах Гликерий в 1936 году отправился в Афины, где к этому времени уже был сформирован старостильный Синод Церкви Истинных Православных Христиан Греции под председательством Хризостома (Кавуридиса). Однако греческие иерархи не решились пойти на этот шаг. После двухмесячного ожидания иеромонах Гликерий вместе со своими спутниками отправился в Югославию, где на тот момент располагался Архиерейский Синод РПЦЗ.
По прибытии в Белград иеромонах Гликерий встретил архиепископа Анастасия (Грибановского). Румынские старостильники получили от него рекомендацию обратиться для разрешения вопроса в Будапешт к епископу Венскому Серафиму (Ляде), который мог бы поставлять священников. Отсутствовавшего в Будапеште епископа Серафима монахи разыскали в Вене, но тот отказался исполнить их просьбу.
Сразу по возвращении в Румынию иеромонах Гликерий продолжил свою активную храмостроительную деятельность и в короткие сроки храмы были построены более чем в десяти деревнях.
В сентябре 1936 года патриархом Румынским Мироном (Кристей), который в 1938 году стал также и премьер-министром Румынии, была развязана кампания преследований в отношении последователей румынского старостильничества. Был произведён массовый арест как клириков, так и рядовых приверженцев схизмы. По прямому распоряжению патрирха Мирона у старостильников были отобраны все построенные храмы.
В 1937 году иеромонах Гликерий был осуждён на два года лишения свободы. Выйдя на свободу, он снова попал под арест по ложному доносу, якобы за связь с террористической организацией «Железная гвардия», но вскоре освобождён, после чего совместно с иеродиаконом Давидом (Бидашку) удалился в непроходимые леса. Опасаясь повторного осуждения, оба скитальца около двух лет жили в землянках и пребывали в полной безвестности.
В 1941 году они расположили к себе жителей деревни Слэтьоара в жудеце Сучава. Согласно видению, о котором рассказывал Гликерий, неотвратимо приближались страшные апокалиптические времена, одним из знамений которых явилась календарная реформа в Церкви. Более того, 1982 год был объявлен годом пришествия антихриста. Эсхатологический испуг, охвативший жителей Слатиоары, крепко сплотил их вокруг пришлых монахов, превратив в последующем данное поселение в центр румынского старостильничества.
Пришедшие к власти в Румынии коммунисты дистанцировались от Церкви, что позволило иеромонаху Гликерию беспрепятственно начать созидание Румынской Старостильной Церкви. В 1947 году в деревне Слэтьоара началось строительство Спасо-Преображенского Слэтьоарского монастыря, предполагавшегося как убежище для всех рассеянных по стране старостильных монахов. Монастырь был задуман как грандиозный комплекс с трёхэтажными братскими корпусами и большим храмом, выполненным в византийском архитектурном стиле. Активная деятельность иеромонаха Гликерия привела к возобновлению прежнего количества приходских церквей уже к 1950 году.
Вместе с тем по-прежнему остро стоял вопрос рукоположения новых клириков, для чего требовался епископ. В надежде на благосклонность и понимание ригористичного заштатного епископа Галактиона (Кордуна) в 1947 году к нему была направлена делегация. Старокалендаристы просили епископа возглавить «Традиционную Православную Церковь Востока», как тогда официально именовалась Старостильная Церковь Румынии. Иерарх дал своё согласие, но выдвинул своим условием окончание строительства Слатиоарского монастыря, где для него должны были быть созданы соответствующие условия проживания и быта.
После усиления влияния коммунистической партии в Румынии, к 1950 году было возобновлено давление на старокалендаристов. Основной акцент представители румынской власти делали на идее разгрома Слатиоарского монастыря, рассматривавшегося как духовный центр румынского старостильничества. В феврале 1952 году все насельники обители были арестованы, осуждены на два года заключения и отправлены в лагеря, из которых некоторые монахи так и не вернулись. По истечении срока наказания старостильники вернулись в Слатиоару. Было решено возобновить переговоры с епископом Галактионом.
В июне 1955 году Галактион прибыл в Слатиоару, где был радушно встречен и отслужил торжественную литургию, во время которой возвёл Гликерия в достоинство «архимандрита», а вскоре рукоположил значительное количество иереев и диаконов.
16 ноября 1956 году митрополит Галактион вместе с двумя другими архиереями тайно рукоположил архимандрита Гликерия во епископы. А спустя некоторое время он возвёл епископа Гликерия в митрополита.
В 1959 году Галактион скончался и предстоятелем старокалендарной Православной Церкви Румынии был избран Гликерий, а 18 сентября / 1 октября 1968 года возведён в сан архиепископа и митрополита.
За три дня до смерти Гликерий призвал к себе братию монастыря и всех верных из села Слэтиоара и простился с ними. Скончался 15 июня 1985 года в возрасте 93 лет. Похоронен в церкви монастыря Слэтиоара.

## Канонизация
12 июня 1997 году его гробница была вскрыта, и были обретены его мощи.
В 1999 году решением Синода Румынской Старостильной Православной Церкви митрополит Гликерий был причислен к лику святых. Торжество прославления состоялось в монастыре Слатиора при огромном стечении народа 15/28 июня 1999 года.
В том же году решением Архиерейского Синода РПЦЗ внесён в святцы Русской Зарубежной Церкви как «Святитель Гликерий, Исповедник Румынский».